# Jardim (Mato Grosso do Sul)
Jardim est une ville brésilienne de l'État du Mato Grosso do Sul. La municipalité comptait 24 484 habitants en 2011. Elle s'étend sur 2 201,725 km2, à une altitude de 259 mètres.

## Maires
| Période | Période | Identité               | Étiquette | Qualité |
| ------- | ------- | ---------------------- | --------- | ------- |
| 2010    | 2012    | Carlos Américo Grubert | PSDB      |         |